# Lobna Ichaoui
Lobna Ichaoui (arab. لبنى العيشاوي;ur. 2002) – tunezyjska zapaśniczka walcząca w stylu wolnym. Brązowa medalistka mistrzostw Afryki w 2023, 2024 i 2025; czwarta w 2022. Triumfatorka mistrzostw arabskich w 2024. Mistrzyni Afryki juniorów w 2020 i druga w 2022 roku. 